# Popis integrala iracionalnih funkcija
Slijedi popis integrala (antiderivacija funkcija) iracionalnih funkcija. Za potpun popis integrala funkcija, pogledati tablica integrala i popis integrala.

## Integrali koji uključujur=x2+a2{\displaystyle r={\sqrt {x^{2}+a^{2}}}}
{\displaystyle \int r\;dx={\frac {1}{2}}\left(xr+a^{2}\,\ln \left(x+r\right)\right)+C}
{\displaystyle \int r^{3}\;dx={\frac {1}{4}}xr^{3}+{\frac {1}{8}}3a^{2}xr+{\frac {3}{8}}a^{4}\ln \left(x+r\right)+C}
{\displaystyle \int r^{5}\;dx={\frac {1}{6}}xr^{5}+{\frac {5}{24}}a^{2}xr^{3}+{\frac {5}{16}}a^{4}xr+{\frac {5}{16}}a^{6}\ln \left(x+r\right)+C}
{\displaystyle \int xr\;dx={\frac {r^{3}}{3}}+C}
{\displaystyle \int xr^{3}\;dx={\frac {r^{5}}{5}}+C}
{\displaystyle \int xr^{2n+1}\;dx={\frac {r^{2n+3}}{2n+3}}+C}
{\displaystyle \int x^{2}r\;dx={\frac {xr^{3}}{4}}-{\frac {a^{2}xr}{8}}-{\frac {a^{4}}{8}}\ln \left(x+r\right)+C}
{\displaystyle \int x^{2}r^{3}\;dx={\frac {xr^{5}}{6}}-{\frac {a^{2}xr^{3}}{24}}-{\frac {a^{4}xr}{16}}-{\frac {a^{6}}{16}}\ln \left(x+r\right)+C}
{\displaystyle \int x^{3}r\;dx={\frac {r^{5}}{5}}-{\frac {a^{2}r^{3}}{3}}+C}
{\displaystyle \int x^{3}r^{3}\;dx={\frac {r^{7}}{7}}-{\frac {a^{2}r^{5}}{5}}+C}
{\displaystyle \int x^{3}r^{2n+1}\;dx={\frac {r^{2n+5}}{2n+5}}-{\frac {a^{3}r^{2n+3}}{2n+3}}+C}
{\displaystyle \int x^{4}r\;dx={\frac {x^{3}r^{3}}{6}}-{\frac {a^{2}xr^{3}}{8}}+{\frac {a^{4}xr}{16}}+{\frac {a^{6}}{16}}\ln \left(x+r\right)+C}
{\displaystyle \int x^{4}r^{3}\;dx={\frac {x^{3}r^{5}}{8}}-{\frac {a^{2}xr^{5}}{16}}+{\frac {a^{4}xr^{3}}{64}}+{\frac {3a^{6}xr}{128}}+{\frac {3a^{8}}{128}}\ln \left(x+r\right)+C}
{\displaystyle \int x^{5}r\;dx={\frac {r^{7}}{7}}-{\frac {2a^{2}r^{5}}{5}}+{\frac {a^{4}r^{3}}{3}}+C}
{\displaystyle \int x^{5}r^{3}\;dx={\frac {r^{9}}{9}}-{\frac {2a^{2}r^{7}}{7}}+{\frac {a^{4}r^{5}}{5}}+C}
{\displaystyle \int x^{5}r^{2n+1}\;dx={\frac {r^{2n+7}}{2n+7}}-{\frac {2a^{2}r^{2n+5}}{2n+5}}+{\frac {a^{4}r^{2n+3}}{2n+3}}+C}
{\displaystyle \int {\frac {r\;dx}{x}}=r-a\ln \left|{\frac {a+r}{x}}\right|=r-a\operatorname {Arsh} {\frac {a}{x}}+C}
{\displaystyle \int {\frac {r^{3}\;dx}{x}}={\frac {r^{3}}{3}}+a^{2}r-a^{3}\ln \left|{\frac {a+r}{x}}\right|+C}
{\displaystyle \int {\frac {r^{5}\;dx}{x}}={\frac {r^{5}}{5}}+{\frac {a^{2}r^{3}}{3}}+a^{4}r-a^{5}\ln \left|{\frac {a+r}{x}}\right|+C}
{\displaystyle \int {\frac {r^{7}\;dx}{x}}={\frac {r^{7}}{7}}+{\frac {a^{2}r^{5}}{5}}+{\frac {a^{4}r^{3}}{3}}+a^{6}r-a^{7}\ln \left|{\frac {a+r}{x}}\right|+C}
{\displaystyle \int {\frac {dx}{r}}=\operatorname {Arsh} {\frac {x}{a}}=\ln \left|x+r\right|+C}
{\displaystyle \int {\frac {dx}{r^{3}}}={\frac {x}{a^{2}r}}+C}
{\displaystyle \int {\frac {x\,dx}{r}}=r+C}
{\displaystyle \int {\frac {x\,dx}{r^{3}}}=-{\frac {1}{r}}+C}
{\displaystyle \int {\frac {x^{2}\;dx}{r}}={\frac {x}{2}}r-{\frac {a^{2}}{2}}\,\operatorname {Arsh} {\frac {x}{a}}={\frac {x}{2}}r-{\frac {a^{2}}{2}}\ln \left|x+r\right|+C}
{\displaystyle \int {\frac {dx}{xr}}=-{\frac {1}{a}}\,\operatorname {Arsh} {\frac {a}{x}}=-{\frac {1}{a}}\ln \left|{\frac {a+r}{x}}\right|+C}

## Integrali koji uključujus=x2−a2{\displaystyle s={\sqrt {x^{2}-a^{2}}}}
Pretpostavlja se da je {\displaystyle x^{2}>a^{2}}, za {\displaystyle x^{2}<a^{2}} vidi sljedeću sekciju:
{\displaystyle \int xs\;dx={\frac {1}{3}}s^{3}+C}
{\displaystyle \int {\frac {s\;dx}{x}}=s-a\cos ^{-1}\left|{\frac {a}{x}}\right|}
{\displaystyle \int {\frac {dx}{s}}=\int {\frac {dx}{\sqrt {x^{2}-a^{2}}}}=\ln \left|{\frac {x+s}{a}}\right|+C}
Valja uočiti da je {\displaystyle \ln \left|{\frac {x+s}{a}}\right|=\mathrm {sgn} (x)\operatorname {Arch} \left|{\frac {x}{a}}\right|={\frac {1}{2}}\ln \left({\frac {x+s}{x-s}}\right)}, pri čemu se uzima pozitivna vrijednost od {\displaystyle \operatorname {Arch} \left|{\frac {x}{a}}\right|}.
{\displaystyle \int {\frac {x\;dx}{s}}=s+C}
{\displaystyle \int {\frac {x\;dx}{s^{3}}}=-{\frac {1}{s}}+C}
{\displaystyle \int {\frac {x\;dx}{s^{5}}}=-{\frac {1}{3s^{3}}}+C}
{\displaystyle \int {\frac {x\;dx}{s^{7}}}=-{\frac {1}{5s^{5}}}+C}
{\displaystyle \int {\frac {x\;dx}{s^{2n+1}}}=-{\frac {1}{(2n-1)s^{2n-1}}}+C}
{\displaystyle \int {\frac {x^{2m}\;dx}{s^{2n+1}}}=-{\frac {1}{2n-1}}{\frac {x^{2m-1}}{s^{2n-1}}}+{\frac {2m-1}{2n-1}}\int {\frac {x^{2m-2}\;dx}{s^{2n-1}}}+C}
{\displaystyle \int {\frac {x^{2}\;dx}{s}}={\frac {xs}{2}}+{\frac {a^{2}}{2}}\ln \left|{\frac {x+s}{a}}\right|+C}
{\displaystyle \int {\frac {x^{2}\;dx}{s^{3}}}=-{\frac {x}{s}}+\ln \left|{\frac {x+s}{a}}\right|+C}
{\displaystyle \int {\frac {x^{4}\;dx}{s}}={\frac {x^{3}s}{4}}+{\frac {3}{8}}a^{2}xs+{\frac {3}{8}}a^{4}\ln \left|{\frac {x+s}{a}}\right|+C}
{\displaystyle \int {\frac {x^{4}\;dx}{s^{3}}}={\frac {xs}{2}}-{\frac {a^{2}x}{s}}+{\frac {3}{2}}a^{2}\ln \left|{\frac {x+s}{a}}\right|+C}
{\displaystyle \int {\frac {x^{4}\;dx}{s^{5}}}=-{\frac {x}{s}}-{\frac {1}{3}}{\frac {x^{3}}{s^{3}}}+\ln \left|{\frac {x+s}{a}}\right|+C}
{\displaystyle \int {\frac {x^{2m}\;dx}{s^{2n+1}}}=(-1)^{n-m}{\frac {1}{a^{2(n-m)}}}\sum _{i=0}^{n-m-1}{\frac {1}{2(m+i)+1}}{n-m-1 \choose i}{\frac {x^{2(m+i)+1}}{s^{2(m+i)+1}}}+C\qquad {\mbox{(}}n>m\geq 0{\mbox{)}}}
{\displaystyle \int {\frac {dx}{s^{3}}}=-{\frac {1}{a^{2}}}{\frac {x}{s}}+C}
{\displaystyle \int {\frac {dx}{s^{5}}}={\frac {1}{a^{4}}}\left[{\frac {x}{s}}-{\frac {1}{3}}{\frac {x^{3}}{s^{3}}}\right]+C}
{\displaystyle \int {\frac {dx}{s^{7}}}=-{\frac {1}{a^{6}}}\left[{\frac {x}{s}}-{\frac {2}{3}}{\frac {x^{3}}{s^{3}}}+{\frac {1}{5}}{\frac {x^{5}}{s^{5}}}\right]+C}
{\displaystyle \int {\frac {dx}{s^{9}}}={\frac {1}{a^{8}}}\left[{\frac {x}{s}}-{\frac {3}{3}}{\frac {x^{3}}{s^{3}}}+{\frac {3}{5}}{\frac {x^{5}}{s^{5}}}-{\frac {1}{7}}{\frac {x^{7}}{s^{7}}}\right]+C}
{\displaystyle \int {\frac {x^{2}\;dx}{s^{5}}}=-{\frac {1}{a^{2}}}{\frac {x^{3}}{3s^{3}}}+C}
{\displaystyle \int {\frac {x^{2}\;dx}{s^{7}}}={\frac {1}{a^{4}}}\left[{\frac {1}{3}}{\frac {x^{3}}{s^{3}}}-{\frac {1}{5}}{\frac {x^{5}}{s^{5}}}\right]+C}
{\displaystyle \int {\frac {x^{2}\;dx}{s^{9}}}=-{\frac {1}{a^{6}}}\left[{\frac {1}{3}}{\frac {x^{3}}{s^{3}}}-{\frac {2}{5}}{\frac {x^{5}}{s^{5}}}+{\frac {1}{7}}{\frac {x^{7}}{s^{7}}}\right]+C}

## Integrali koji uključujut=a2−x2{\displaystyle t={\sqrt {a^{2}-x^{2}}}}
{\displaystyle \int t\;dx={\frac {1}{2}}\left(xt+a^{2}\arcsin {\frac {x}{a}}\right)+C\qquad {\mbox{(}}|x|\leq |a|{\mbox{)}}}
{\displaystyle \int xt\;dx=-{\frac {1}{3}}t^{3}+C\qquad {\mbox{(}}|x|\leq |a|{\mbox{)}}}
{\displaystyle \int {\frac {t\;dx}{x}}=t-a\ln \left|{\frac {a+t}{x}}\right|+C\qquad {\mbox{(}}|x|\leq |a|{\mbox{)}}}
{\displaystyle \int {\frac {dx}{t}}=\arcsin {\frac {x}{a}}+C\qquad {\mbox{(}}|x|\leq |a|{\mbox{)}}}
{\displaystyle \int {\frac {x^{2}\;dx}{t}}={\frac {1}{2}}\left(-xt+a^{2}\arcsin {\frac {x}{a}}\right)+C\qquad {\mbox{(}}|x|\leq |a|{\mbox{)}}}
{\displaystyle \int t\;dx={\frac {1}{2}}\left(xt-\operatorname {sgn} x\,\operatorname {Arch} \left|{\frac {x}{a}}\right|\right)+C\qquad {\mbox{(za }}|x|\geq |a|{\mbox{)}}}

## Integrali koji uključujuR=ax2+bx+c{\displaystyle R={\sqrt {ax^{2}+bx+c}}}
{\displaystyle \int {\frac {dx}{R}}={\frac {1}{\sqrt {a}}}\ln \left|2{\sqrt {a}}R+2ax+b\right|+C\qquad {\mbox{(za }}a>0{\mbox{)}}}
{\displaystyle \int {\frac {dx}{R}}={\frac {1}{\sqrt {a}}}\,\operatorname {Arsh} {\frac {2ax+b}{\sqrt {4ac-b^{2}}}}+C\qquad {\mbox{(za }}a>0{\mbox{, }}4ac-b^{2}>0{\mbox{)}}}
{\displaystyle \int {\frac {dx}{R}}={\frac {1}{\sqrt {a}}}\ln |2ax+b|\quad {\mbox{(za }}a>0{\mbox{, }}4ac-b^{2}=0{\mbox{)}}+C}
{\displaystyle \int {\frac {dx}{R}}=-{\frac {1}{\sqrt {-a}}}\arcsin {\frac {2ax+b}{\sqrt {b^{2}-4ac}}}+C\qquad {\mbox{(za }}a<0{\mbox{, }}4ac-b^{2}<0{\mbox{, }}\left|2ax+b\right|<{\sqrt {b^{2}-4ac}}{\mbox{)}}}
{\displaystyle \int {\frac {dx}{R^{3}}}={\frac {4ax+2b}{(4ac-b^{2})R}}+C}
{\displaystyle \int {\frac {dx}{R^{5}}}={\frac {4ax+2b}{3(4ac-b^{2})R}}\left({\frac {1}{R^{2}}}+{\frac {8a}{4ac-b^{2}}}\right)+C}
{\displaystyle \int {\frac {dx}{R^{2n+1}}}={\frac {2}{(2n-1)(4ac-b^{2})}}\left({\frac {2ax+b}{R^{2n-1}}}+4a(n-1)\int {\frac {dx}{R^{2n-1}}}\right)+C}
{\displaystyle \int {\frac {x}{R}}\;dx={\frac {R}{a}}-{\frac {b}{2a}}\int {\frac {dx}{R}}+C}
{\displaystyle \int {\frac {x}{R^{3}}}\;dx=-{\frac {2bx+4c}{(4ac-b^{2})R}}+C}
{\displaystyle \int {\frac {x}{R^{2n+1}}}\;dx=-{\frac {1}{(2n-1)aR^{2n-1}}}-{\frac {b}{2a}}\int {\frac {dx}{R^{2n+1}}}+C}
{\displaystyle \int {\frac {dx}{xR}}=-{\frac {1}{\sqrt {c}}}\ln \left({\frac {2{\sqrt {c}}R+bx+2c}{x}}\right)+C}
{\displaystyle \int {\frac {dx}{xR}}=-{\frac {1}{\sqrt {c}}}\operatorname {Arsh} \left({\frac {bx+2c}{|x|{\sqrt {4ac-b^{2}}}}}\right)+C}

## Integrali koji uključujuS=ax+b{\displaystyle S={\sqrt {ax+b}}}
{\displaystyle \int {\frac {dx}{x{\sqrt {ax+b}}}}\,=\,{\frac {-2}{\sqrt {b}}}\operatorname {Arth} {\sqrt {\frac {ax+b}{b}}}+C}
{\displaystyle \int {\frac {\sqrt {ax+b}}{x}}\,dx\;=\;2\left({\sqrt {ax+b}}-{\sqrt {b}}\operatorname {Arth} {\sqrt {\frac {ax+b}{b}}}\right)+C}
{\displaystyle \int {\frac {x^{n}}{\sqrt {ax+b}}}\,dx\;=\;{\frac {2}{a(2n+1)}}\left(x^{n}{\sqrt {ax+b}}-bn\int {\frac {x^{n-1}}{\sqrt {ax+b}}}\,dx\right)+C}
{\displaystyle \int x^{n}{\sqrt {ax+b}}\,dx\;=\;{\frac {2}{2n+1}}\left(x^{n+1}{\sqrt {ax+b}}+bx^{n}{\sqrt {ax+b}}-nb\int x^{n-1}{\sqrt {ax+b}}\,dx\right)+C}